# Encarsia sancta
Encarsia sancta är en stekelart som först beskrevs av Girault 1928.  Encarsia sancta ingår i släktet Encarsia och familjen växtlussteklar. Inga underarter finns listade i Catalogue of Life.